# Camus (comté de Galway)
Pour les articles homonymes, voir Camus.

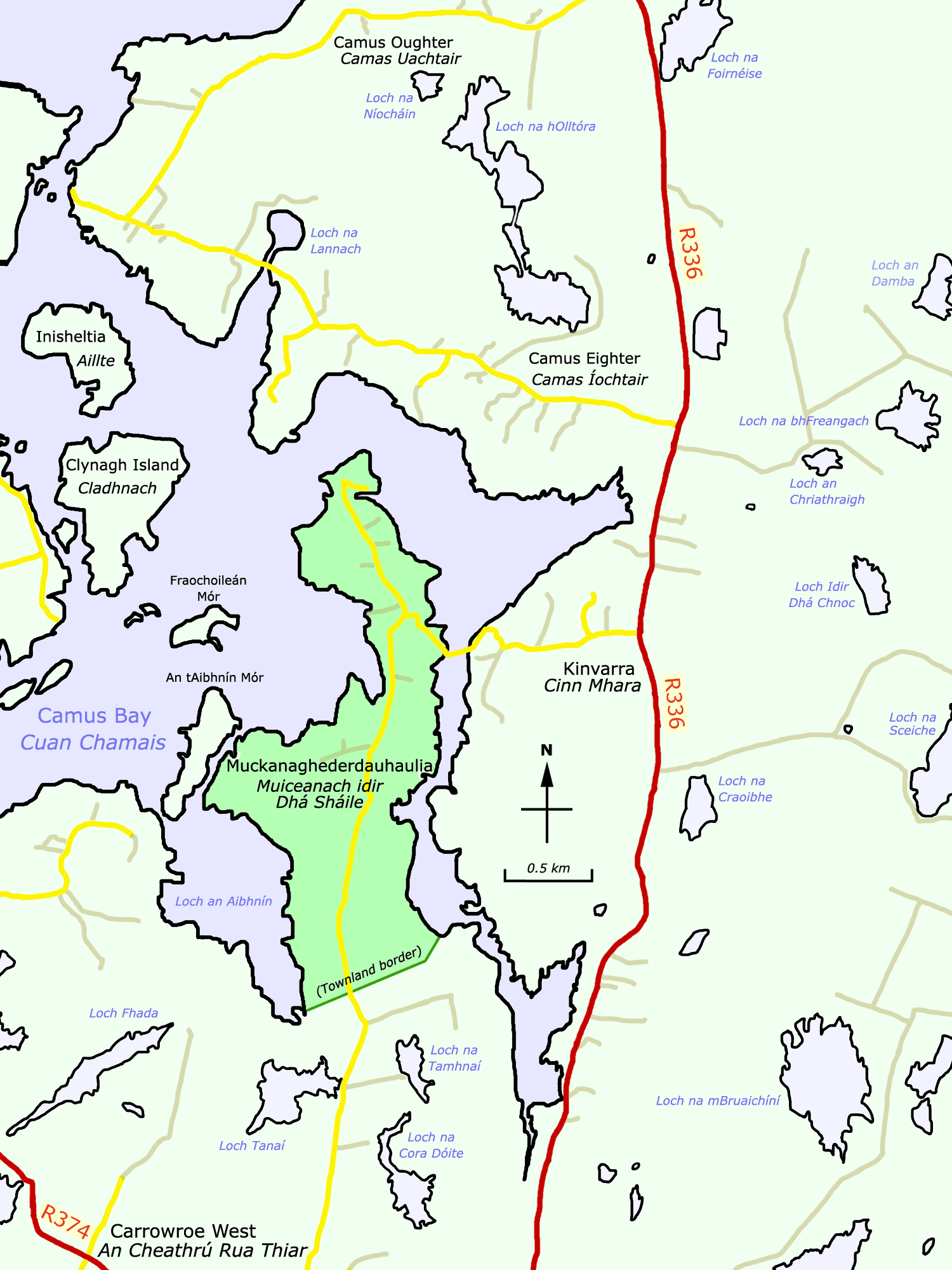
Camus est au nord de la carte

Camus est un village du Comté de Galway en Irlande, dans la province de Connacht.
Il est connu pour être un des villages avec le plus fort taux d'habitants parlant encore l'Irlandais[réf. nécessaire].

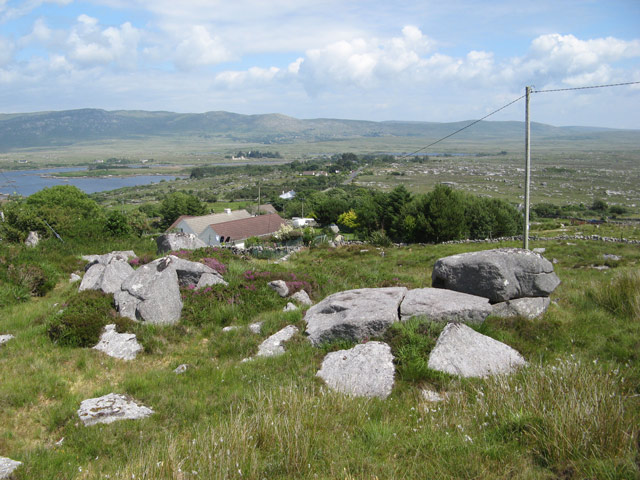
Paysage et maisons dans le quartier de Camus Oughter